# Кубок Англії з футболу 1905—1906
Кубок Англії з футболу 1905—1906 — 35-й розіграш найстарішого футбольного турніру у світі, Кубка виклику Футбольної Асоціації, також відомого як Кубок Англії. Вперше титул здобув Евертон.

## Перший раунд
| Дата                  | Господарі                | Рахунок | Гості                    |
| --------------------- | ------------------------ | ------- | ------------------------ |
| 13 січня              | Бірмінгем Сіті           | 1:0     | Престон Норт-Енд         |
| 13 січня              | Блекпул                  | 1:1     | Крістал Пелес            |
| 17 січня Перегравання | Крістал Пелес            | 1:1     | Блекпул                  |
| 22 січня Перегравання | Блекпул                  | 1:0     | Крістал Пелес            |
| 13 січня              | Бері                     | 1:1     | Ноттінгем Форест         |
| 17 січня Перегравання | Ноттінгем Форест         | 6:2     | Бері                     |
| 13 січня              | Ліверпуль                | 2:1     | Лестер Фосс              |
| 13 січня              | Саутгемптон              | 5:1     | Портсмут                 |
| 13 січня              | Сток                     | 1:0     | Блекберн Роверз          |
| 13 січня              | Астон Вілла              | 11:0    | Кінгс-Лінн               |
| 13 січня              | Венсдей                  | 1:0     | Бристоль Роверз          |
| 13 січня              | Кру Александра           | 1:1     | Барнслі                  |
| 18 січня Перегравання | Барнслі                  | 4:0     | Кру Александра           |
| 13 січня              | Мідлсбро                 | 3:0     | Болтон Вондерерз         |
| 13 січня              | Сандерленд               | 1:0     | Ноттс Каунті             |
| 13 січня              | Дербі Каунті             | 4:0     | Кеттерінг                |
| 13 січня              | Лінкольн Сіті            | 4:2     | Стокпорт Каунті          |
| 13 січня              | Берслем Порт Вейл        | 0:3     | Гейнсборо Триніті        |
| 13 січня              | Евертон                  | 3:1     | Вест-Бромвіч Альбіон     |
| 13 січня              | Шеффілд Юнайтед          | 4:1     | Манчестер Сіті           |
| 13 січня              | Бішоп Окленд             | 0:3     | Вулвергемптон Вондерерз  |
| 13 січня              | Вулвіч Арсенал           | 1:1     | Вест Гем Юнайтед         |
| 18 січня Перегравання | Вест Гем Юнайтед         | 2:3     | Вулвіч Арсенал           |
| 13 січня              | Ньюкасл Юнайтед          | 6:0     | Грімсбі Таун             |
| 13 січня              | Нью Бромптон             | 2:1     | Нортгемптон Таун         |
| 13 січня              | Тоттенгем Готспур        | 2:0     | Бернлі                   |
| 13 січня              | Фулгем                   | 1:0     | Квінз Парк Рейнджерс     |
| 13 січня              | Брентфорд                | 2:1     | Бристоль Сіті            |
| 13 січня              | Брайтон енд Гоув Альбіон | 3:0     | Свіндон Таун             |
| 13 січня              | Манчестер Юнайтед        | 7:2     | Степл Гіл                |
| 13 січня              | Норвіч Сіті              | 1:1     | Танбрідж Веллс Рейнджерс |
| 17 січня Перегравання | Танбрідж Веллс Рейнджерс | 0:5     | Норвіч Сіті              |
| 13 січня              | Бредфорд Сіті            | 3:2     | Барроу                   |
| 13 січня              | Міллволл                 | 1:0     | Бертон Юнайтед           |
| 13 січня              | Галл Сіті                | 0:1     | Редінг                   |
| 13 січня              | Клептон Орієнт           | 0:0     | Честерфілд               |
| 17 січня Перегравання | Честерфілд               | 4:0     | Клептон Орієнт           |
| 13 січня              | Нью Крузейдерс           | 3:6     | Плімут Аргайл            |
| 13 січня              | Вустер Сіті              | 0:6     | Вотфорд                  |

## Другий раунд
До другого раунду увійшли переможці першого раунду.
| Дата                   | Господарі                | Рахунок | Гості                    |
| ---------------------- | ------------------------ | ------- | ------------------------ |
| 3 лютого               | Ліверпуль                | 1:0     | Барнслі                  |
| 3 лютого               | Сток                     | 0:1     | Бірмінгем Сіті           |
| 3 лютого               | Астон Вілла              | 0:0     | Плімут Аргайл            |
| 7 лютого Перегравання  | Плімут Аргайл            | 1:5     | Астон Вілла              |
| 3 лютого               | Венсдей                  | 1:1     | Міллволл                 |
| 8 лютого Перегравання  | Міллволл                 | 0:3     | Венсдей                  |
| 3 лютого               | Сандерленд               | 1:1     | Гейнсборо Триніті        |
| 7 лютого Перегравання  | Гейнсборо Триніті        | 3:0     | Сандерленд               |
| 3 лютого               | Дербі Каунті             | 0:0     | Ньюкасл Юнайтед          |
| 7 лютого Перегравання  | Ньюкасл Юнайтед          | 2:1     | Дербі Каунті             |
| 3 лютого               | Евертон                  | 3:0     | Честерфілд               |
| 3 лютого               | Шеффілд Юнайтед          | 1:2     | Блекпул                  |
| 3 лютого               | Вулвіч Арсенал           | 3:0     | Вотфорд                  |
| 3 лютого               | Нью Бромптон             | 0:0     | Саутгемптон              |
| 7 лютого Перегравання  | Саутгемптон              | 1:0     | Нью Бромптон             |
| 3 лютого               | Тоттенгем Готспур        | 3:2     | Редінг                   |
| 3 лютого               | Фулгем                   | 1:3     | Ноттінгем Форест         |
| 3 лютого               | Брентфорд                | 3:0     | Лінкольн Сіті            |
| 3 лютого               | Брайтон енд Гоув Альбіон | 1:1     | Мідлсбро                 |
| 7 лютого Перегравання  | Мідлсбро                 | 1:1     | Брайтон енд Гоув Альбіон |
| 12 лютого Перегравання | Брайтон енд Гоув Альбіон | 1:3     | Мідлсбро                 |
| 3 лютого               | Манчестер Юнайтед        | 3:0     | Норвіч Сіті              |
| 3 лютого               | Бредфорд Сіті            | 5:0     | Вулвергемптон Вондерерз  |

## Третій раунд
До третього раунду увійшли переможці другого раунду. 
| Дата                   | Господарі         | Рахунок | Гості             |
| ---------------------- | ----------------- | ------- | ----------------- |
| 24 лютого              | Ліверпуль         | 2:0     | Брентфорд         |
| 24 лютого              | Венсдей           | 4:1     | Ноттінгем Форест  |
| 24 лютого              | Ньюкасл Юнайтед   | 5:0     | Блекпул           |
| 24 лютого              | Евертон           | 1:0     | Бредфорд Сіті     |
| 24 лютого              | Вулвіч Арсенал    | 5:0     | Сандерленд        |
| 24 лютого              | Саутгемптон       | 6:1     | Мідлсбро          |
| 24 лютого              | Тоттенгем Готспур | 1:1     | Бірмінгем Сіті    |
| 28 лютого Перегравання | Бірмінгем Сіті    | 2:0     | Тоттенгем Готспур |
| 24 лютого              | Манчестер Юнайтед | 5:1     | Астон Вілла       |

## Четвертий раунд
У цьому раунді зіграли переможці попереднього етапу.
| Дата                    | Господарі         | Рахунок | Гості           |
| ----------------------- | ----------------- | ------- | --------------- |
| 10 березня              | Ліверпуль         | 3:0     | Саутгемптон     |
| 10 березня              | Евертон           | 4:3     | Венсдей         |
| 10 березня              | Бірмінгем Сіті    | 2:2     | Ньюкасл Юнайтед |
| 14 березня Перегравання | Ньюкасл Юнайтед   | 3:0     | Бірмінгем Сіті  |
| 10 березня              | Манчестер Юнайтед | 2:3     | Вулвіч Арсенал  |

## Півфінали
У півфіналах зіграли команди, що перемогли на попередньому етапі.
| Дата       | Господарі       | Рахунок | Гості          |
| ---------- | --------------- | ------- | -------------- |
| 31 березня | Евертон         | 2:0     | Ліверпуль      |
| 31 березня | Ньюкасл Юнайтед | 2:0     | Вулвіч Арсенал |

## Фінал
| 21 квітня 1906 |

| Евертон | 1:0      | Ньюкасл Юнайтед |
| ------- | -------- | --------------- |
| Янг 77' | Протокол |                 |

| Крістал Пелес, Лондон Глядачів: 75 609 Арбітр: Фред Кіркгем |